# Villasavary
Villasavary là một xã của Pháp, nằm ở tỉnh Aude trong vùng Occitanie. Người dân địa phương trong tiếng Pháp gọi là Villasavaryans.

## Hành chính
| Danh sách các xã trưởng                |           |                |      |                                          |
| Giai đoạn                              | Giai đoạn | Tên            | Đảng | Tư cách                                  |
| 1910                                   |           | Jules Barrie   |      | Conseiller général du Canton de Fanjeaux |
| tháng 3 năm 2001                       | 2014      | Jacques Danjou | PS   |                                          |
| Tất cả các dữ liệu trước đây không rõ. |           |                |      |                                          |

## Thông tin nhân khẩu
| 1962                                         | 1968 | 1975 | 1982 | 1990 | 1999 |
| -------------------------------------------- | ---- | ---- | ---- | ---- | ---- |
| 745                                          | 885  | 791  | 819  | 758  | 874  |
| Số liệu từ năm 1968: Dân số không tính trùng |      |      |      |      |      |